# IC 4109
IC 4109 је појединачна звијезда у сазвјежђу Береникина коса која се налази на листи објеката дубоког неба у Индекс каталогу.
Деклинација објекта је + 19° 0' 13" а ректасцензија 13h 2m 57,9s.